# Contrafacia
Contrafacia is een geslacht van vlinders van de familie Lycaenidae.

## Soorten
- C. australis Johnson, 1989
- C. francis (Weeks, 1901)
- C. imma (Prittwitz, 1865)
- C. marmoris (Druce, 1907)
- C. mexicana Johnson, 1989
- C. minutaea Johnson, 1989
- C. muattina (Schaus, 1902)
- C. rindgei Johnson, 1989